# Pterygotrigla pauli
Pterygotrigla pauli är en fiskart som beskrevs av Hardy 1982. Pterygotrigla pauli ingår i släktet Pterygotrigla och familjen knotfiskar. Inga underarter finns listade i Catalogue of Life.